# قواعد التماثيل

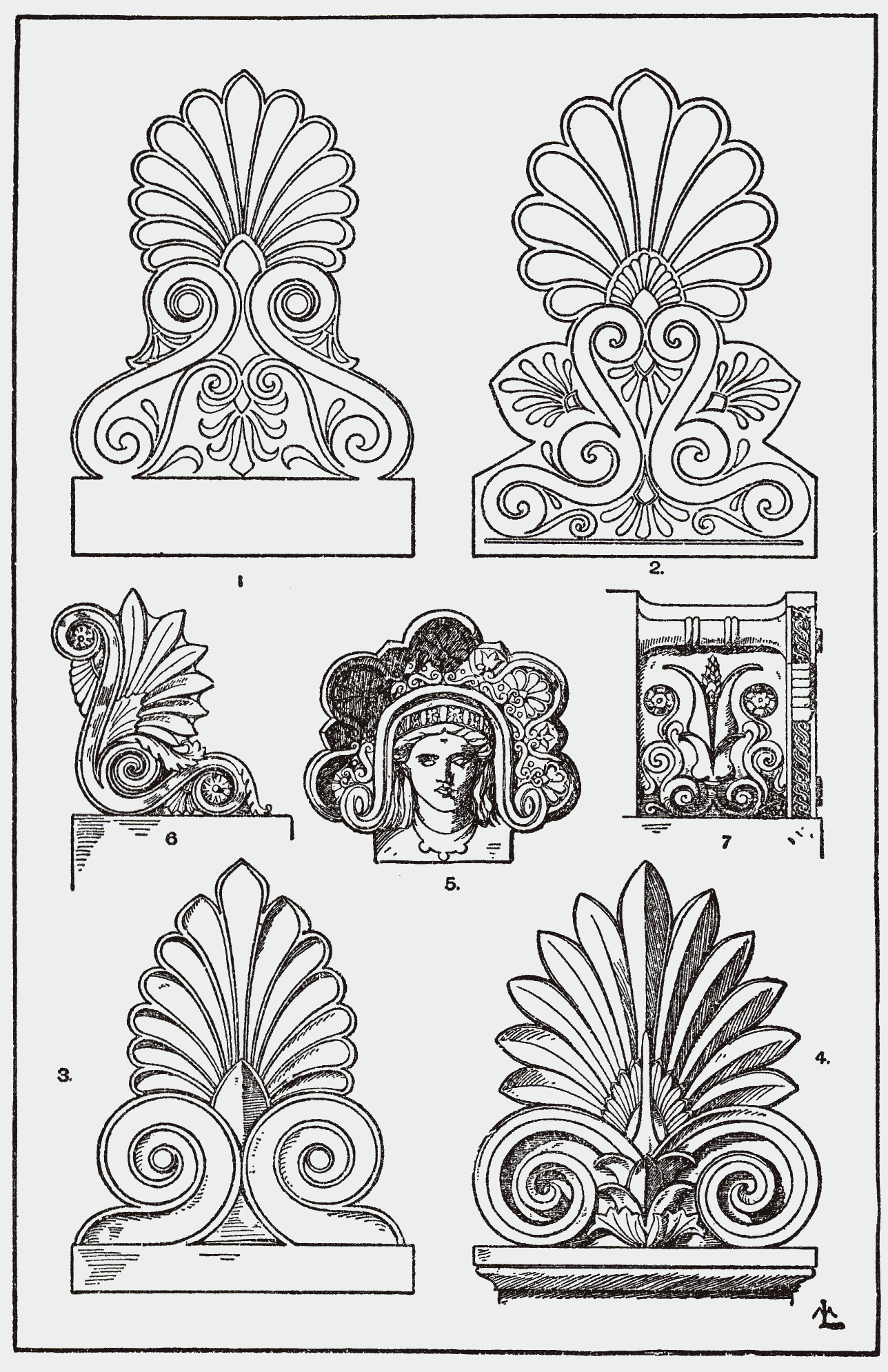
قواعد التماثيل.

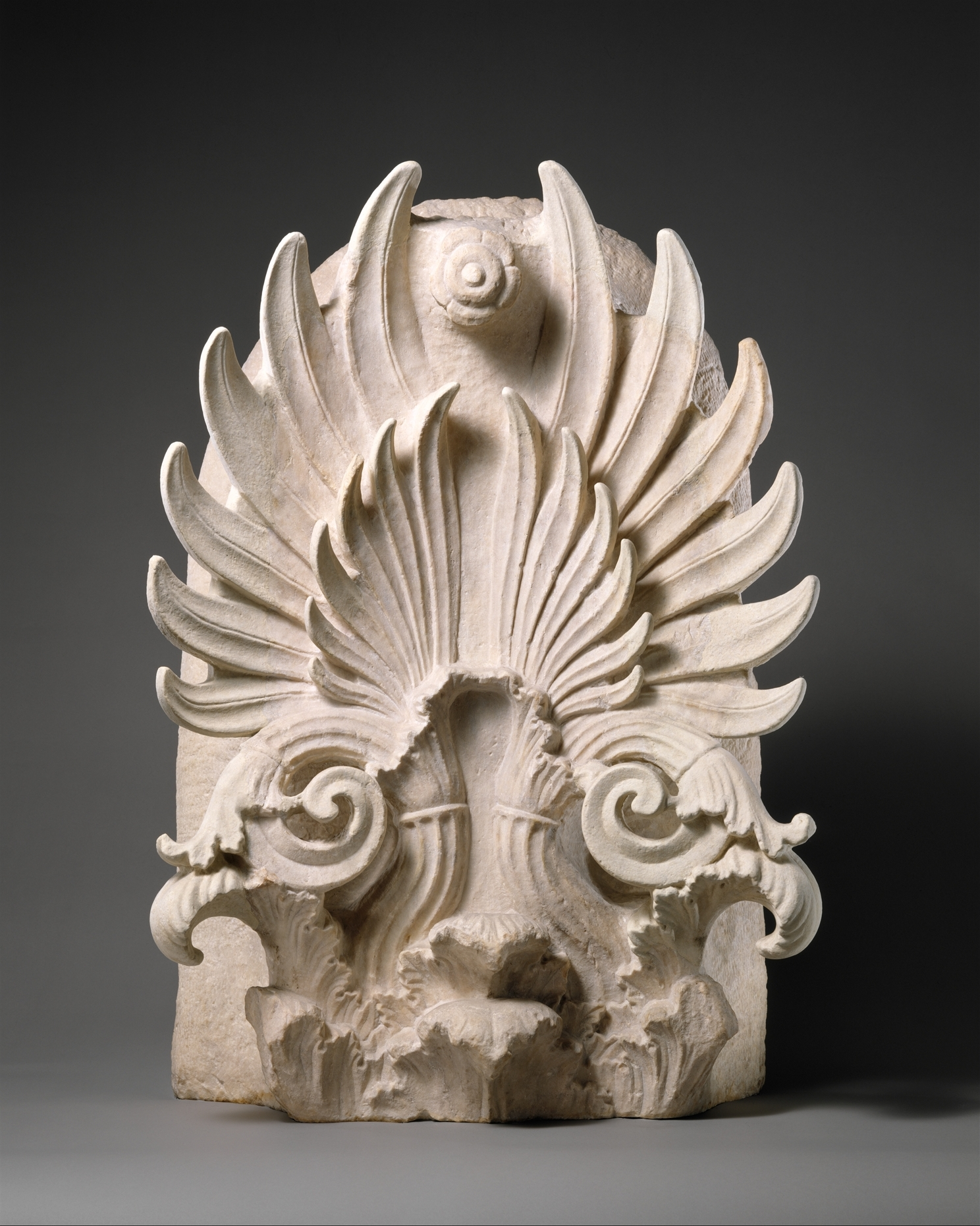
قاعدة تمثال يونانية، 350-325 قبل الميلاد، من الرخام، في متحف متروبوليتان للفنون (مدينة نيويورك)

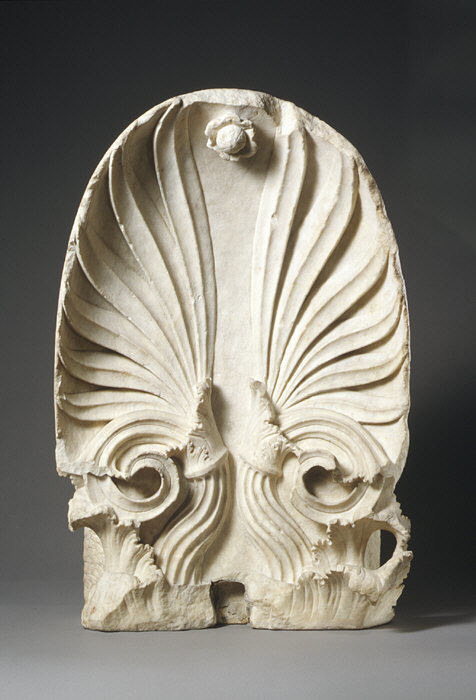
نصب قبر تيموثاوس ونيكون، 350-325 قبل الميلاد، من الرخام، في متحف متروبوليتان للفنون

قواعد التماثيل هي زخرفة معمارية موضوعة على قاعدة مسطحة تسمى قاعدة، ومثبتة في قمة أو ركن من ركيزة مبنى على الطراز الكلاسيكي. توضع قواعد التماثيل على الزوايا الخارجية.
قد تتخذ قواعد التماثيل مجموعة متنوعة من الأشكال، مثل تمثال أو حامل ثلاثي القوائم أو قرص أو جرة أو سعفة أو بعض الميزات المنحوتة الأخرى. تم العثور على قواعد التماثيل أيضًا في العمارة القوطية. يتم دمجها أحيانًا في تصميم الأثاث.
تأتي الكلمة من اليونانية akrōtḗrion ( ἀκρωτήριον "القمة ، الطرف") ، من الشكل المقارن للصفة akros ( ἄκρος ، "أقصى ، نهاية"). هل كان اتينيزيد من قبل الرومان كما acroterium. أكروتيريا هي صيغة الجمع لكل من الصيغة اليونانية الأصلية والصيغة اللاتينية.

## روابط خارجية
- Encyclopædia Britannica - Acroterion